# Зигизмунд фон Ламберг
Зигизмунд фон Ламберг(на немски: Sigismund von Lamberg-Orteneck-Ottenstein) е австрийски благородник от благородническата фамилия Ламберг от Каринтия и Крайна, фрайхер и господар на Ламберг-Ортенег-Отенщайн.

## Биография
Роден е на 28 април 1536 година. Той е син на фрайхер Каспар III фон Ламберг-Ортенег (1492 – 1548) и втората му съпруга му Маргарета Ланг фон Веленбург († 1573), дъщеря на Лукас Ланг фон Веленбург († 1535) и Маргарета Хофер фон Урфарн († 1566). Внук е на Георг I/II фон Ламберг († 1499) и Мария Магдалена фон Турн-Валзазина цу Кройц († 1538/56). Правнук е на Балтазар фон Ламберг цу Ортенег и праправнук на Вилхелм II фон Ламберг († 1397). Баща му е полубрат на Кристоф фон Ламберг († 1579), епископ на Зекау.
Баща му Каспар III е издигнат на 17 февруари 1544 г. в Прага на фрайхер фон Ортенег и Отенщайн.
Около 1579 г. Зигизмунд фон Ламберг-Ортенег отива в страната об дер Енс. От 1590/1591 г. той е ландес-хауптман на Линц, но е свален на 13 март 1592 г. и става ланд-маршал в Австрия унтер дер Енс.
Умира на 83 години на 18 ноември 1619 г. в Кицбюел, Тирол, Австрия, на 83-годишна възраст. Баща е на един архиепископ и на епископ. Внуците му стават графове.

## Фамилия
Първи брак: на 11 декември 1558 г. се жени за Зигуна Елеонора Фугер (* 12 юли 1541; † 24 февруари 1576), дъщеря на граф Йохан Якоб Фугер фон Кирхберг и Вайсенхорн (1516 – 1575) и първата му съпруга Урсула фон Харах (1522 – 1554). Тя умира на 34 години. Те имат 13 деца:
- Анна Сибила фон Ламберг (* 1560; † 28 октомври 1621), омъжена I. на 2 февруари 1576 г. за фрайхер Ханс Файт фон Тьоринг-Жетенбах, Туслинг, Жетенбах, Мьодлинг (* 1524; † 14 май 1582), II. за Георг Андреас фон Херберщайн, родители на Йохан Георг фон Херберщайн († 1663), епископ на Регенсбург
- Сидония Катарина фон Ламберг, омъжена за Кристоф Винтлер
- Йохана Якобея фон Ламберг, омъжена за Николаус фон Фирмиан
- Елеонора фон Ламберг († 1608), омъжена за граф Вилхелм фон Волкенщайн-Тростбург (1554 – 1636)
- Мария Изабела фон Ламберг, омъжена за Якоб Андреас фон Брандис
- Максимилиана фон Ламберг, омъжена за фрайхер Матеус фон Аненберг (* ок. 1565)
- Мария Виктория фон Ламберг, омъжена на 23 октомври 1580 г. в Залцбург за Дитрих Куен фон Белази цу Лихтенберг фрайхер цу Нойленгбах
- Перпетуа Анна фон Ламберг, омъжена за фрайхер Карл Куен фон Белази
- Йохан Якоб фон Ламберг († 7 февруари 1630), епископ на Гурк и на Ламберг
- Раймунд фон Ламберг цу Грайфенфелс (1562 – 1618), фрайхер, женен за Маргарета фон Аненберг
- Кристоф фон Ламберг, женен I. за Юдит фон Хоенкирхен, II. (1591) за Елеонора фон Вилденщайн
- Карл фон Ламберг († 18 септември 1612), архиепископ на Прага (1606/1607 - 1612)
- Георг Зигизмунд фон Ламберг-Ортенег-Отенщайн-Щайер (* 1568; † пр. 7 юни 1630/1631), фрайхер на Ортенег-Отенщайн, бургграф на Щайер, инколат на Бохемия 1607 г., женен I. на 11 октомври 1588 г. за София Алт († 1590), II. на 13 февруари 1593 г. за фрайин Ева фон Нойдег († 1605), III. на 25 февруари 1607 г. в Кромериц (Кремсиер) за Йохана дела Скала, принцеса от Верона/фон дер Лайтер, наследничка на Амеранг (* 2 май 1574; † 17 август 1644)

Втори брак: на 11 октомври 1558 г. се жени за Анна Мария фон Мегау, дъщеря на фрайхер Фердинанд Хелфрих фон Мегау (1533 – 1585) и Урсула Гингер. Те имат 9 деца:
- Фердинанд Хелфрид фон Ламберг
- Зигизмунд фон Ламберг
- Йохан Каспар фон Ламберг
- Волф Дитрих фон Ламберг
- Йохан Адам фон Ламберг
- Георг Адам фон Ламберг
- Анна Сузана фон Ламберг, омъжена I. за Йохан Б. фон Бетц, II. за Карл фон Фукс
- Хелена Потенциана фон Ламберг, омъжена за Йохан Кристоф фон Уршенбекх
- Йохан Албрехт фон Ламберг-Отенщайн (* 1584; † 1650), фрайхер на Ламберг-Отенщайн, женен I. за Маргарета фон Хайсберг, II. (1615) за Анна Катарина фон Кюенбург († 1629/5 ноември 1611), III. за Елизабет фон Шифер